# 第三郡
第三郡是胡志明市下辖的一个郡，位于胡志明市中心区。面积5平方千米，2019年总人口190000人。

## 地理
第三郡北接富润郡，东接第一郡，西南接第十郡，西北接新平郡。

## 历史
1976年5月20日，西贡-嘉定市革命人民委员会重新划分第三郡下辖各坊为第一坊、第二坊、第三坊、第四坊、第五坊、第六坊、第七坊、第八坊、第九坊、第十坊、第十一坊、第十二坊、第十三坊、第十四坊、第十五坊、第十六坊、第十七坊、第十八坊、第十九坊、第二十坊、第二十一坊、第二十二坊、第二十三坊、第二十四坊、第二十五坊25坊。
1976年7月2日，越南正式统一，西贡-嘉定市更名为胡志明市。第三郡随之划归胡志明市管辖。
1981年9月12日，第二坊并入第一坊和第八坊，第四坊并入第三坊，第六坊并入第五坊和第七坊。
1982年8月26日，第十六坊并入第十五坊和第十七坊；第十八坊并入第二十一坊。
1988年9月17日，第一坊和第三坊保持不变，其余18坊重新划分为第二坊、第四坊、第五坊、第六坊、第七坊、第八坊、第九坊、第十坊、第十一坊、第十二坊、第十三坊和第十四坊12坊。
2020年12月9日，第六坊、第七坊和第八坊合并为武氏六坊。
2024年11月14日，越南国会常务委员会通过决议，自2025年1月1日起，第十坊并入第九坊，第十三坊并入第十二坊。

## 行政区划
第三郡下辖10坊，郡人民委员会位于武氏六坊。
- 第一坊（Phường 1）
- 第二坊（Phường 2）
- 第三坊（Phường 3）
- 第四坊（Phường 4）
- 第五坊（Phường 5）
- 第九坊（Phường 9）
- 第十一坊（Phường 11）
- 第十二坊（Phường 12）
- 第十四坊（Phường 14）
- 武氏六坊（Phường Võ Thị Sáu）

## 交通
第三郡是统一铁路的终点西贡站所在地。

## 景点
第三郡名胜有舍利寺等。